# Emamshahr
Emamshahr este un oraș din Iran.